# رامون غارسيا
رامون غارسيا (15 فبراير 1938 إسبانيا - 22 يوليو 2004 قرطبة إسبانيا) هو لاعب كرة قدم إسباني سابق كان يلعب كحارس مرمى.